# Steam Railroading Institute
Steam Railroading Institute är en museijärnväg vid Owosso, Michigan i USA. Där går ångtåg av olika slag; till exempel 2-8-4 Berkshire som en gång var med i filmen Polarexpressen.